# Software usato
Software usato indica il software che è già stato utilizzato e che, successivamente al suo primo utilizzo, è messo nuovamente in commercio. Più che il software in sé, in tale ambito riveste importanza il diritto d'uso su un programma.
Un'eccedenza di software può, da un lato, insorgere a seguito di insolvibilità, ristrutturazioni e smantellamenti di posti di lavoro, ma anche a seguito di cambiamento dei sistemi, dell'introduzione di nuovo software, ecc. L'azienda che lo mette in commercio può anche perseguire l'obiettivo di vendere gli esuberi derivanti dall'acquisto di pacchetti multilicenza. Oltre a queste vendite dirette fra aziende, vi sono anche rivenditori specializzati che, dopo avere acquistato tali software, ne offrono a loro volta l'acquisto alle aziende interessate. Le aziende sono interessate al software usato poiché - solitamente – ha un costo nettamente inferiore al “nuovo”, oppure perché i produttori di software non offrono più le vecchie versioni che si vorrebbero avere. Il commercio di software usato ha inoltre luogo anche fra privati. Anche se ciò non è legalmente consentito, nei contratti relativi ai software è sovente vietato, sia agli utilizzatori, sia alle aziende, di rivendere il software.

## Situazione giuridica
La Corte di giustizia dell'Unione europea (CGUE) ha sancito in data 3 luglio 2012 che il commercio di programmi per computer usati è in linea di principio legittimo. La CGUE ha sentenziato che il commercio di software usato è ammesso anche se si tratta di software trasferito online.
Ai sensi dei considerandi della sentenza, il principio di esaurimento del diritto d'autore si applica a qualsiasi prima vendita di software. La CGUE ha pure decretato che il secondo acquirente può scaricare di nuovo dal produttore le licenze del software trasferite online: "Inoltre, l'esaurimento del diritto di distribuzione si estende alla copia del programma fino alla versione migliorata e aggiornata in possesso del proprietario del copyright."
La CGUE ha inoltre constatato quanto segue: nel caso che il proprietario del copyright “(…)in cambio di un pagamento, stipuli con l'utente un accordo di licenza, tramite il quale l'utente stesso ottiene il diritto perpetuo di utilizzare tale copia, il proprietario del copyright ha venduto la copia all'utente e quindi esaurisce il suo diritto esclusivo di distribuzione." Con un tale commercio viene trasferita la proprietà sulla copia stessa. "Così, il legittimo proprietario, anche se il contratto di licenza proibisce la vendita successiva, non può più opporsi alla rivendita della copia interessata."
La Corte di Giustizia ha sentenziato inoltre, "... che il proprietario del copyright, se l'applicazione del principio si limitasse all'esaurimento del diritto di distribuzione solo per le copie del programma che vengono vendute su un supporto, controllerebbe la rivendita di copie che sono state scaricate da Internet e potrebbe esigere di nuovo un compenso, nonostante l'ottenimento di un equo pagamento già nel corso della prima vendita della copia interessata. Una tale restrizione alla rivendita di copie dei programmi scaricate da Internet eccederebbe il fine di salvaguardare l'oggetto specifico della proprietà intellettuale in questione."
La CGUE pone tuttavia una limitazione nel senso che le licenze client-server non possono essere frazionate. Nel caso di queste licenze si tratta di singoli programmi per computer che si trovano su un server e ai quali possono accedere a un certo numero di utenti. Tuttavia, le argomentazioni della CGUE sul divieto di frazionamento non si riferiscono ai contratti multilicenza, dove diversi programmi singoli sono venduti insieme in un solo pacchetto e sono salvati e utilizzati singolarmente su ogni computer.

## Il principio dell'esaurimento dei diritti
Il principio dell'esaurimento dei diritti del diritto d‘autore si applica all'intero territorio dell‘Unione europea e, in forma analoga, vige anche in Svizzera, dove tuttavia non include il diritto di locazione.
La direttiva software vigente nell'UE prevede l'imperatività dell'applicazione ai software del principio dell'esaurimento dei diritti. Ciò significa che, dal momento in cui l'autore ha venduto per la prima volta un esemplare di un programma, il suo diritto all'ulteriore diffusione di tale copia si estingue. Poiché l'autore ha già ricevuto una remunerazione per la sua opera, egli non può controllarne l'ulteriore distribuzione e neppure vietarne la rivendita. Ciò vale sia per i software forniti online, sia per i software venduti su un supporto dati. Ciò è quanto ha deciso la Corte di Giustizia dell'Unione europea nella sua sentenza del 3 luglio 2012.